# Клизачки клуб Црвена звезда
Клизачки клуб Црвена звезда је клизачки клуб из Београда. Клуб је део Спортског друштва Црвена звезда.

## Историја
Рад клизачко-хокејашког клуба Црвена звезда почео је након фузије са фискултурним друштвом "Студент" 1946. године. Прво клупско клизалиште било је на кошаркашким теренима на Малом Калемегдану. Међутим, неповољни услови за рад (клизалишта су била на отвореном) довели су до гашења овог спорта у Београду. Клизачки клуб је обновљен тек 28. новембра 1993. године у оквиру хокејашког клуба.
1995. године долази до раздвајања на два самостална клуба (клизачки и хокејашки). За председника је изабран Миломир Суботић, а за директора Јованка Милановић. Клуб је подједнако развијао такмичарски тим и своју школу клизања. Основна стратегија клуба је да ради на омасовљавању клизачког спорта кроз школу клизања, из које се касније формира такмичарски тим.
Најпознатији такмичари који су представљали клуб су: Милош Милановић, Милица Милановић, Јелена Милановић, Соња Мугоша, Ана Прелевић, Теа Прелевић, Милован Урошевић, Лара Бајчетић, Соња Митровић и Марија Вукотић.